# Michael Zelniker
Michael Zelniker (* 8. November 1954 in Montreal, Quebec) ist ein kanadischer Theater- und Filmschauspieler, Filmregisseur, Filmproduzent und Drehbuchautor.

## Leben
Zelniker wurde als Sohn von Seymour und Dorothy Zelniker in Montreal geboren. Nach seinem Abschluss an der Dawson College’s Conservatory Acting School zog er nach Toronto, wo er in mehreren Theaterproduktionen mitwirkte. Seit dem 6. Mai 1995 ist er mit der Schauspielerin Dea Lawrence verheiratet.
Anfang der 1980er Jahre debütierte er als Filmschauspieler und wirkte in Fernsehserien wie In der Hitze der Nacht, Mord ist ihr Hobby, Chicago Hope – Endstation Hoffnung oder Profiler mit. Einem breiten Publikum wurde er 1988 durch die Verkörperung des historischen Jazztrompeters Red Rodney im Clint-Eastwood-Film Bird bekannt. Eine Nebenrolle spielte er 1991 in Geboren in Queens. Eine größere Rolle übernahm er außerdem 2005 im Katastrophenfilm Erdbeben – Wenn die Erde sich öffnet....
Mitte der 2000er Jahre zog er sich zunehmend aus dem Schauspielgeschäft zurück und agierte als Regisseur, Produzent und Drehbuchautor. Sein Fokus liegt auf Kurzfilme, allerdings realisierte er die Spielfilme 1998 Stuart Bliss, 2012 Falling... und 2017 A Will to Love.

## Filmografie

### Schauspieler
- 1980: Hog Wild
- 1980: Flipper-Girls
- 1980–1984: Der Vagabund – Die Abenteuer eines Schäferhundes (The Littlest Hobo) (Fernsehserie, 3 Episoden)
- 1981: Der schmale Weg des Glücks (Heartaches)
- 1981: Das süße Wort Verheißung (Ticket to Heaven)
- 1983: Marathon der Hoffnung (The Terry Fox Story) (Fernsehfilm)
- 1983: A Case of Libel (Fernsehfilm)
- 1985: Eleni
- 1986: Im Feuer der Gefühle (Crossing) (Mini-Serie, 2 Episoden)
- 1986: American Playhouse (Fernsehserie, 5x14)
- 1986: Gangster Kid (Touch and Go)
- 1988: Bird
- 1988: Glory Enough for All (Fernsehfilm)
- 1989: Stadt der Spieler (The Neon Empire) (Fernsehfilm)
- 1990: In der Hitze der Nacht (Fernsehserie, Episode 3x16)
- 1991: Geboren in Queens (Queens Logic)
- 1991: Naked Lunch
- 1992: Air Time (Fernsehfilm)
- 1993: Mord ohne Spuren (Bodies of Evidence) (Fernsehserie, Episode 2x03)
- 1993–1996: Mord ist ihr Hobby (Murder, She Wrote) (Fernsehserie, 3 Episoden, verschiedene Rollen)
- 1995: Night Canvas
- 1996: Spacegate (Fernsehfilm)
- 1996: Mercenary
- 1996: Millennium – Fürchte deinen Nächsten wie Dich selbst (Millennium) (Fernsehserie, Episode 1x06)
- 1997: Snide and Prejudice
- 1997: Chicago Hope – Endstation Hoffnung (Chicago Hope) (Fernsehserie, Episode 4x01)
- 1997: Toxic Remedy (Kurzfilm)
- 1998: Profiler (Fernsehserie, Episode 2x10)
- 1998: Stuart Bliss
- 2000: Nostradamus
- 2001: After Image
- 2002: For the People (Fernsehserie, Episode 1x02)
- 2002: Tornado Warning (Fernsehfilm)
- 2003: Rats – Mörderische Brut (Rats)
- 2003: Strong Medicine: Zwei Ärztinnen wie Feuer und Eis (Strong Medicine) (Fernsehserie, Episode 4x07)
- 2003: Veritas: The Quest (Fernsehserie, Episode 1x08)
- 2005: Erdbeben – Wenn die Erde sich öffnet... (Nature Unleashed: Earthquake)
- 2005: The Inside (Fernsehserie, Episode 1x03)
- 2007: Dead Zone (Fernsehserie, Episode 6x06)

### Regie
- 2012: Falling...
- 2015: Borders (Kurzfilm)
- 2015: Viv & Kat (Kurzfilm)
- 2016: Winner Takes All (Kurzfilm)
- 2016: The Collector (Kurzfilm)
- 2016: Across Time (Kurzfilm)
- 2017: A Will to Love
- 2018: Shattered (Kurzfilm)

### Produktion
- 1998: Stuart Bliss
- 2012: Falling...
- 2018: Shattered (Kurzfilm)

### Drehbuch
- 1998: Stuart Bliss
- 2012: Falling...
- 2017: A Will to Love (Kurzfilm)
- 2018: Shattered (Kurzfilm)